# Auffangstab Weyer
Der Auffangstab der Wehrmacht in Weyer an der Enns durchkämmte Sperrzonen hinter der Front nach versprengten Soldaten und ließ Deserteure standrechtlich erschießen. Die sterblichen Überreste von 41 Personen wurden exhumiert; die genaue Zahl der im April und Mai 1945 Hingerichteten ist nicht bekannt.

## Geschichte
Mit der bedingungslosen Kapitulation der deutschen Wehrmacht am 8. Mai 1945 hätte der Zweite Weltkrieg in Europa zu Ende gehen sollen. Deutsche Feldgerichte führten jedoch in Gebieten, die bis zu diesem Zeitpunkt noch nicht von den Alliierten befreit worden waren, weiterhin Exekutionen durch. In Oberösterreich, das erst ab dem 29. April 1945 von den Amerikanern besetzt wurde, verhängte und exekutierte ein Standgericht in Weyer an der Enns vermutlich auch über den Zeitpunkt der Kapitulation hinaus Todesurteile gegen fahnenflüchtige Soldaten der Wehrmacht und der Waffen-SS.
In den noch von der deutschen Wehrmacht gehaltenen Gebieten wurden überwachte Sperrlinien eingerichtet, die Angehörige der Wehrmacht und der Waffen-SS nicht ohne besondere Genehmigung überschreiten durften. Das Gebiet vor dieser Linie bis zur Front wurde als „Sperrzone“ systematisch nach Deserteuren und Versprengten durchkämmt. Dazu wurden sogenannte „Auffangstäbe“ samt Streifenkommandos und Feldstandgerichten aufgestellt. Sie sollten alle zurückströmenden Soldaten auffangen und nach Verhören entscheiden, ob die Männer der Desertion schuldig waren.
Beim Herannahen der Front wurde auch im Wehrkreis XVII ab dem 9. April 1945 eine solche Sperrlinie fixiert, die vom steirischen Hieflau über das oberösterreichische Ennstal bis nach Waidhofen an der Ybbs verlief. Zu ihrer Überwachung entsandte die Heeresgruppe Süd noch vor dem 9. April einen Auffangstab unter dem Kommando von Oberst Paul von Mayer nach Weyer an der Enns. Einen Monat lang versuchte man, im oberösterreichischen Ennstal (vermeintlicher) Deserteure habhaft zu werden, und ließ nach kurzen Gerichtsverhandlungen die meisten von ihnen erschießen. 35 Namen von Opfern sind überliefert, doch wie viele Soldaten insgesamt durch den Auffangstab in Weyer das Leben verloren, ist nicht mehr herauszufinden. An ihr Schicksal erinnern heute Gedenktafeln am Ortsfriedhof und an den ehemaligen Hinrichtungsstätten im Schafgraben und im Glaserergraben in Weyer zwei Gedenksteine mit der identen Inschrift: „Dem Andenken der an dieser Stelle von ihren Brüdern im Auftrag des Führers gemordeten Soldaten.“
Dass kurz vor Kriegsende der Gau Oberdonau selbst noch zum Kampfplatz wurde, lag in der Verantwortung des Oberbefehlshabers der „Heeresgruppe Ostmark“, Generaloberst Lothar Rendulic, bzw. von Gauleiter und Reichsstatthalter August Eigruber. Beide wollten den Krieg weiterführen. Sowohl Rendulic wie auch Eigruber trafen in der Hektik dieser Tage harte und unkoordinierte Entscheidungen, die unter anderem auch das in letzter Konsequenz rücksichtslose Vorgehen gegen Fahnenflüchtige und versprengte Soldaten vorsahen.
Der Kommandeur des Auffangstabes in Weyer, Oberst Carl Eberhard Paul von Mayer, kam mit seinem Auffangstab samt Streifenkommando und Feldgericht am 9. April von Mariazell her nach Weyer und nahm ab dem 11. April seine Arbeit auf. Der Auffangstab bezog Quartier im Pfarrhof und im Domizil der Kreuzschwestern. Hier wurden auch ein Sammellager für aufgegriffene „Deserteure“ und ein Vernehmungszimmer eingerichtet. Tag und Nacht wurden nun Streifen durch Berge und Wälder unternommen, Bauernhäuser ständig durchsucht. Die Aufgegriffenen wurden in das Sammellager im 1. Stock des „Klosters“ gebracht, von wo sie laufend zu Verhören geführt wurden. Alle, die sich nicht entsprechend ausweisen konnten, wurden zum Tod durch Erschießen verurteilt.
Zum Ort für die Erschießungen wählte man zuerst den Glaserergraben, später den Schafgraben. Zeitpunkt blieben die Morgenstunden zwischen 4 und 7 Uhr früh. Mitglieder des Exekutionskommandos hätten zynisch angemerkt, dass ihnen das Frühstück erst dann schmecke, wenn sie davor bereits jemanden erschossen hätten.
Die Leichen der Hingerichteten wurden in Säcke gesteckt und auf einem Pferdewagen zum Friedhof in Weyer gefahren. Die Transporte hinterließen oft eine blutige Spur von der Exekutionsstätte bis hin zum Massengrab. Wenn jemand auf der Gräberanlage anwesend war, musste er das Areal verlassen, während die Leichen vom Wagen gezerrt und zu den Gruben geschleift wurden. Die genaue Anzahl der Hingerichteten bleibt bis heute ungeklärt; zeitgenössische Quellen geben unterschiedliche Zahlen an. Bei der Exhumierung der Toten auf dem Weyrer Friedhof im Jahr 1954 fand man die menschlichen Überreste von 41 Männern, von denen 23 identifiziert werden konnten.
Pfarrer Ennser war der erste, der über die Opfer des Weyrer Auffangstabes einen Artikel in den Oberösterreichischen Nachrichten verfasste, der dann auch am 5. April 1946 unter dem Titel „Die Bluttaten des Auffangstabes von Weyer“ veröffentlicht wurde. Angehängt war eine Liste von 35 Opfern. Schwester Theoklia vom Orden der Kreuzschwestern nahm diese für sie so erschütternden Ereignisse in ihre Schilderungen in „Die Kreuzschwestern in Oberösterreich“ auf.
An der Spitze des Auffangstabes in Weyer stand ein Offizier aus Dresden mit dem Namen Oberst Carl Eberhard Paul von Mayer. Als Oberster Richter des Standgerichtes fungierte Oberstabsrichter Günther Jahn. Nach dem Krieg nahm er – ohne für seine Taten zur Rechenschaft gezogen zu werden – den Juristenberuf wieder auf und arbeitete als Amtsgerichtsdirektor in Lüneburg. Unter den Mitgliedern des Auffangstabes war auch Oberstarzt Tiling, einst Divisionsarzt (IVb) der 292. Infanterie-Division zwischen Februar 1940 und März 1944. Der zuständige Verhöroffizier war ein Hauptmann Tellies aus Hannover.
Für das Verbrechen des Weyrer Auffangstabs, so kurz vor Kriegsende noch viele Soldaten hingerichtet zu haben, musste sich keiner seiner Mitglieder für ihr Tun und Handeln vor einem Gericht verantworten, während Soldaten, die sich dem Krieg verweigerten, noch lange nach dessen Ende mit der Beschuldigung leben mussten, als Verräter und Kameradenmörder abgestempelt zu werden.